# In dominico agro
In dominico agro („Auf dem Acker des Herrn“) ist eine Enzyklika Papst Clemens’ XIII., die am 14. Juni 1761 veröffentlicht wurde. Sie trägt den Untertitel über die Unterweisung im Glauben und ist an die Bischöfe gerichtet.

## Inhalt
Ausgehend von dem Gleichnis über die Saat, die auf guten Boden fällt, schreibt der Papst über die von Jesus Christus selbst an die  Apostel übertragene Aufgabe, die Gläubigen in der Lehre der  katholischen Kirche zu unterweisen und den Glauben zu schützen. Die Gläubigen, besonders jene, die einfach oder ungebildet seien, sollten von engen und gefährlichen Pfaden ferngehalten werden, auf denen sie kaum einen Fuß vor den anderen setzen könnten, ohne ins Straucheln zu geraten. Die Schafe sollten von den Hirten auch nicht auf unwegsamen Pfaden zur Weide geführt werden. Die Gläubigen wiederum sollten die Anweisungen der Oberhirten befolgen und nicht über das hinausstreben, was ihnen zukomme; sie sollten aber nach Besonnenheit streben. (Röm 12,3 ).
Unter Bezug auf die früheren Päpste, die das klar verstanden hätten, verweist der Papst auf den römischen Katechismus, der die ganze Lehre der Kirche wiedergebe, die die Gläubigen kennen sollten, und zugleich nur das enthalte, was zu ihrem Heil nötig sei. Clemens XIII. kündigte an, dass dieser Katechismus in mehrere Sprachen übersetzt werde. In diesem Zusammenhang regte der Papst an, die Priester wieder zur Beschäftigung mit dem Katechismus anzuregen. Dieser habe den katholischen Glauben und Gläubigen in der Lehre der Kirche gestärkt, die die Säule und das Fundament der Wahrheit sei (1 Tim 3,15 ).